# Derecho de autor en la Unión Soviética
La Ley de Propiedad Intelectual de la Unión Soviética (URSS) sufrió varias revisiones importantes durante su existencia. La primera Ley de Derechos de Autor Socialista fue aprobada en 1925. Tres años más tarde, fue sustituida por una segunda versión que estuvo en vigor durante más de tres décadas, hasta que fue reemplazada en 1961.
A pesar de diversas revisiones de esta ley, algunas características se mantuvieron constantes. Los derechos de autor eran automáticos en la URSS; una obra era propiedad de su creador, y el registro no era necesario. Solo la expresión creativa de ideas estaba sujetas a derechos de autor. La duración del derecho de autor es mucho más corta que la habitual en Occidente. El derecho de Autor fue, desde el principio, limitado a las obras de ciudadanos soviéticos y las obras de autores extranjeros que fueron publicadas por primera vez en la URSS (o, si no publicadas, que existían de forma objetiva en el territorio de la Unión Soviética).
Los derechos patrimoniales de los autores se vieron limitados por una larga lista de usos que no constituían infracciones de derechos de autor, y eran obligatorias las tasas de regalías oficiales limitando los ingresos de los autores. El derecho de autor soviético también concedía la libertad de la traducción (hasta 1973): pudiendo traducirse y publicarse cualquier trabajo sin el consentimiento del autor original.